# Новая Ижора
Но́вая Ижо́ра — микрорайон в Санкт-Петербурге. Расположен в Пушкинском районе между Московским шоссе, рекой Поповой Ижоркой, городом Колпино и границей Санкт-Петербурга и Ленинградской области на территории общей площадью 285 га и рассчитанной на возведение 2100 односемейных домов и 400 в едином архитектурном решении. Официально Новая Ижора относится к посёлку Шушары.

## История
Реализацией и строительством таунхаусов в поселке Новая Ижора занимается компания «Стройинвест. Недвижимость и Консалтинг», как представитель застройщика ООО «Заневский».
Строительство Новой Ижоры как коттеджного посёлка на бывших сельскохозяйственных землях совхоза «Детскосельский» началось в 2007 году. Строителями было заявлено, что это первый в России коттеджный район экономкласса. Первые дома были сданы 1 ноября 2008 года. Всего запланировано построить около 6 тыс. домов. Планируется, что жить в Новой Ижоре будут 20 тыс. человек.
В Новой Ижоре будут построены школы, детские сады, поликлиники, спортцентры, автосервисы, православная церковь. Сюда проложены маршруты общественного транспорта. Площадь района — 285 га.
Застройщиком района выступает группа компаний «Балтрос».
2 октября 2008 года было подписано постановление петербургской администрации о присвоении нескольким улицам Новой Ижоры названий. Тогда же получил официальное имя сам район. Улицы называются по небольшим окрестным населенным пунктам, существующим или существовавшим в окрестных районах, а Ижорский бульвар и Полисарский переулок — по одноименным рекам. Эти названия даны уже построенным улицам. Строящимся названия присвоят позже.